# Nguyễn Văn Công (cầu thủ bóng đá)
Nguyễn Văn Công (sinh ngày 1 tháng 8 năm 1992) là một cầu thủ bóng đá người Việt Nam hiện đang thi đấu ở vị trí thủ môn cho câu lạc bộ Quảng Nam.

## Sự nghiệp cầu thủ

### Giai đoạn đầu
Văn Công sinh ra trong một gia đình ở huyện Quỳ Hợp, Nghệ An. Anh tham gia trung tâm đào tạo cầu thủ trẻ VSH do hai cựu danh thủ Văn Sỹ Hùng và Văn Sỹ Sơn thành lập tại Thị xã Cửa Lò.

### CLB Hà Nội
Văn Công gia nhập CLB Hà Nội từ năm 2009. Anh lần đầu được ra sân bắt chính ở V-League tại mùa giải 2013, và ngay trong trận đầu tiên bắt chính đã giữ sạch lưới để giúp đội nhà có trận hòa 0-0 trên sân khách khi gặp CLB Sông Lam Nghệ An.

### Đội tuyển U-23 quốc gia
Năm 2014, Văn Công được HLV Toshiya Miura triệu tập vào đội Olympic Việt Nam tham dự Asiad 17 tại Hàn Quốc. Tại giải này, Văn Công là dự bị cho thủ môn Trần Bửu Ngọc và không được ra sân trận nào.
Năm 2015, HLV Miura tiếp tục triệu tập Văn Công vào đội dự tuyển U-23 Việt Nam nhằm chuẩn bị cho SEA Games 28 tổ chức tại Singapore. Tuy nhiên, anh không được chọn vào đội hình chính thức tham dự SEA Games; trong khi đó, thủ môn Phí Minh Long là dự bị cho Văn Công tại CLB Hà Nội lại được chọn.

## Thành tích

### Thành tích cấp CLB
Hà Nội FC
- V. League 1:

 Vô địch: 2013, 2016, 2018, 2019, 2022
 Á quân: 2014, 2015, 2020, 2023
 Hạng ba: 2017
- Siêu cúp quốc gia:

 Vô địch: 2018, 2019, 2020, 2022
 Á quân: 2013, 2015, 2016
- Cúp Quốc gia:

 Vô địch: 2019, 2020, 2022
 Á quân: 2015, 2016
 Hạng ba: 2018
- U-21 Quốc gia:

 Vô địch: 2013, 2014
- U-19 Quốc gia:

 Vô địch: 2011

### Thành tích cá nhân
- U-21 Quốc gia: Thủ môn xuất sắc nhất: 2013, 2014
- U-19 Quốc gia: Thủ môn xuất sắc nhất (2011)